# Silmet
Silmet ist ein estnischer Hersteller von reinem Niob, Tantal und Seltenen Erden. Als Herstellungsverfahren wird eine Flüssig-Flüssig-Extraktion mit Salpetersäure benutzt.

## Geschichte
Die Firma Silmet geht auf eine 1927 gebaute Ölschiefer-Fabrik zurück. In Sowjetunion widmete sich das Werk der Uran-Anreicherung. Ab 1970 wurden Niob, Tantal und Seltene Erden aufbereitet. Als Rohstoff werden Loparit-Konzentrate von dem Betrieb Sewredmet auf der Halbinsel Kola (Lowosero-Tundra) verarbeitet.
2011 wurde das Unternehmen von der amerikanischen Molycorp übernommen. Im Juni 2015 beschädigte ein Großfeuer die Produktionshallen stark.